# Filémon e Baucis

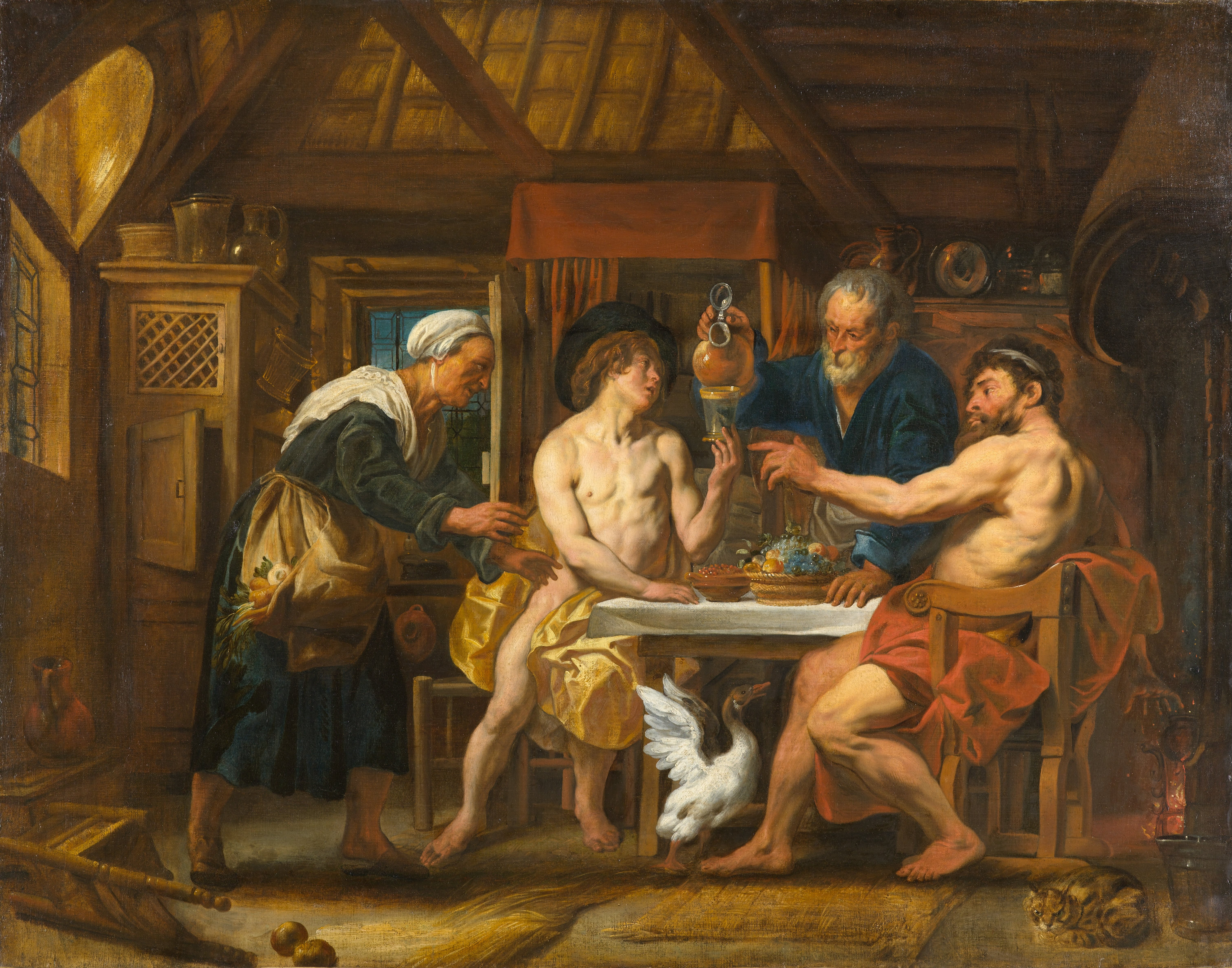
Obra de Jacob Jordaens representando Júpiter e Mercúrio na casa de Philemon e Baucis

Zeus e Hermes vieram disfarçados de camponeses comuns e começaram a pedir às pessoas da cidade um lugar para dormir naquela noite. Eles haviam sido rejeitados por todos, "tão perversos eram as pessoas daquela terra", quando finalmente chegaram à simples cabana rústica de Baucis e Philemon. Embora o casal fosse pobre, sua generosidade superava em muito a de seus vizinhos ricos, entre os quais os deuses encontraram "portas trancadas e nenhuma palavra de bondade".
Depois de servir comida e vinho aos dois convidados (que Ovídio retrata com prazer nos detalhes), Baucis percebeu que, embora tenha enchido muitas vezes as xícaras de madeira de faia de seus convidados, a jarra ainda estava cheia (da qual deriva a frase "Jarro de Hermes" ) Percebendo que seus convidados eram deuses, ela e o marido "levantaram as mãos em súplica e imploraram indulgência pelo simples lar e tarifa". Philemon pensou em pegar e matar o ganso que guardava a casa deles e transformá-lo em uma refeição, mas quando o fez, correu em segurança no colo de Zeus. Zeus disse que eles não precisam matar o ganso e que deveriam deixar a cidade. Isso porque ele iria destruir a cidade e todos aqueles que os haviam recusado e não haviam recebido a devida hospitalidade. Ele disse a Baucis e Philemon para escalar a montanha com ele e Hermes e não voltar até que chegassem ao topo.
Depois de subirem ao cume ("até onde uma flecha pudesse disparar de uma só vez"), Baucis e Philemon olharam para trás na cidade e viram que havia sido destruída por uma enchente e que Zeus transformou sua casa em um templo ornamentado . O desejo do casal de ser guardião do templo foi atendido. Eles também pediram que, quando chegasse a hora de um deles morrer, o outro também morreria. Após a morte, o casal foi transformado em um par de árvores entrelaçadas, um carvalho e uma pêssego, de pé no terreno pantanoso deserto.
O episódio é narrado no oitavo livro das   Metamorfoses de Ovídio (Met., VIII, 610-715).

## Análise
A história pertence ao conto de tipo 750 do Aarne-Thompson-Uther. Não aparece em nenhum outro lugar nos escritos antigos.
1. ↑  Uther, Hans-Jörg (2004). The Types of International Folktales: Animal tales, tales of magic, religious tales, and realistic tales, with an introduction. FF Communications. p. 397
2. ↑  Hansen, William (2002). Ariadne's Thread: A Guide to International Tales Found in Classical Literature. [S.l.]: Cornell University Press. pp. 211–223
3. ↑  Griffin, Alan (1991). «Philemon and Baucis in Ovid's 'Metamorphoses'». Greece & Rome. 38 (1): 62–74. JSTOR 643109. doi:10.1017/S0017383500022993